# Dysdera espanoli
Dysdera espanoli är en spindelart som beskrevs av Ignacio Ribera och José Vicente Ferrández 1986. Dysdera espanoli ingår i släktet Dysdera och familjen ringögonspindlar.
Artens utbredningsområde är Spanien. Inga underarter finns listade i Catalogue of Life.